# FIFI Wild Cup
A FIFI Wild Cup foi uma Copa do Mundo alternativa à versão oficial da FIFA, realizada de 29 de maio a 3 de junho de 2006 na Alemanha. Foi organizada pela FIFI (Federation of International Football Independents - Federação Internacional de Futebol Independente). A FIFI era uma organização constituída pelos países de Futebol Não-FIFA (que não são reconhecidos pela FIFA) e aqueles cuja logística impediam que eles pudessem jogar futebol representativo.

## FIFI Wild Cup 2006
O torneio inaugural de 2006 foi organizado pela FIFI em conjunto com a diretoria do FC St. Pauli - clube de Hamburgo ligado à boemia e que disputa a Segunda Divisão alemã. A FIFI Wild Cup 2006 foi patrocinada por um consórcio de empresas que viram no torneio uma oportunidade para fazer publicidade. A competição aconteceu no bairro de St. Pauli, em Hamburgo, Alemanha, entre os dias 29 de maio e 3 de junho de 2006. O estádio Millerntor-Stadion sediou todas as partidas do torneio.
No discurso de abertura do torneio, o organizador Jorg Pommeranz disse que a FIFI estava preparada para enfrentar pesos-pesados como a FIFA e a embaixada chinesa na Alemanha. O conteúdo da mensagem se explica pelo fato de que oficiais chineses enviaram uma carta à FIFI exigindo que ela desconvidasse Tibete e a FIFA declarou-se competente para cancelar o torneio.
As seis equipes participantes foram separadas em dois grupos. O primeiro foi constituído do Tibete, Gibraltar e a fictícia República de St. Pauli, representada pelo FC St. Pauli, enquanto que o segundo grupo foi composto pela Groelândia, Zanzibar e República Turca de Chipre do Norte.
A seleção da Groenlândia começou como a favorita da competição, mas apesar disto, não chegou sequer a disputar as quartas de final.
O terceiro lugar foi disputado entre as seleções da República de St. Pauli e Gilbratar, o qual ganhou por 2-1. Ao final da competição chegaram as seleções da República Turca de Chipre do Norte e de Zanzibar. Terminada a partida em 0-0, a seleção da República Turca de Chipre do Norte venceu por 4-1, sendo a primeira campeã desta competição.

### Participantes
- Gibraltar
- Groenlândia
- Zanzibar
- Tibete
- Chipre do Norte
- Republica de St. Pauli

### Fase de Grupos

#### Grupo A
| Equipe                 | Pts. | J | V | E | D | GM | GS | SG  |
| ---------------------- | ---- | - | - | - | - | -- | -- | --- |
| Republica de St. Pauli | 4    | 2 | 1 | 1 | 0 | 8  | 1  | +7  |
| Gibraltar              | 4    | 2 | 1 | 1 | 0 | 6  | 1  | +5  |
| Tibete                 | 0    | 2 | 0 | 0 | 2 | 0  | 12 | −12 |

| 29 de maio de 2006 | Republica de St. Pauli | 1 - 1 | Gibraltar    | Millerntor-Stadion |
|                    | Hakan Demirci          |       | Lee Casciaro |                    |

| 30 de maio de 2006 | Republica de St. Pauli                      | 7 - 0 | Tibete | Millerntor-Stadion |
|                    | Abdul Yilmaz · Hakan Demirci · Dennis Daube |       |        |                    |

| 31 de maio de 2006 | Tibete | 0 - 5 | Gibraltar | Millerntor-Stadion |
|                    |        |       |           |                    |

#### Grupo B
| Equipe          | Pts. | J | V | E | D | GM | GS | SG |
| --------------- | ---- | - | - | - | - | -- | -- | -- |
| Chipre do Norte | 6    | 2 | 2 | 0 | 0 | 4  | 1  | +3 |
| Zanzibar        | 3    | 2 | 1 | 0 | 1 | 5  | 5  | 0  |
| Groenlândia     | 0    | 2 | 0 | 0 | 2 | 2  | 5  | −3 |

| 29 de maio de 2006 | Chipre do Norte  | 1 - 0 | Groenlândia | Millerntor-Stadion    |
|                    | Ali Oraloglu 55' |       |             | Árbitro: Tobias Mayer |

| 30 de maio de 2006 | Chipre do Norte                                               | 3 - 1 | Zanzibar       | Millerntor-Stadion    |
|                    | Agrey Morris 12' · Derviş Kolcu 20' (pen.) · Çagan Cerkez 60' |       | Salum Ussi 43' | Árbitro: Peter Postel |

| 31 de maio de 2006 | Groenlândia       | 2 - 4 | Zanzibar                      | Millerntor-Stadion |
|                    | Kaassannquaq Zeeb |       | Alek Mohammed · Abdallah Juma |                    |

#### Semifinais
| 1 de junho de 2006 | Chipre do Norte              | 2 - 0 | Gibraltar | Millerntor-Stadion     |
|                    | Ali Oraloglu 39' · Dyçan 90' |       |           | Árbitro: Markus Dahmas |

| 1 de junho de 2006 | Republica de St. Pauli | 1 - 2 | Zanzibar |  |
|                    |                        |       |          |  |

#### Decisão do Terceiro Lugar
| 3 de junho de 2006 | Republica de St. Pauli | 1 - 2 | Gibraltar | Millerntor-Stadion |
|                    |                        |       |           |                    |

#### Final
| 3 de junho de 2006 | Chipre do Norte | 0 - 0 | Zanzibar | Millerntor-Stadion      |
|                    |                 |       |          | Árbitro: Moritz Hermann |

|  |       | Pênaltis |
|  | 4 - 1 |          |

| FIFI WIld Cup.              |
| Campeão                     |
| CHIPRE DO NORTE (1º Título) |
| --------------------------- |

## FIFI Wild Cup 2010
A Groenlândia foi escolhida para sediar a próxima FIFI Wild Cup, mas a competição foi cancelada devido a FIFI ser extinta.